# Андреа Грил
Андреа Грил (на немски: Andrea Grill) е австрийска писателка, преводачка и биоложка, авторка на романи, разкази и стихотворения.

## Биография
Андреа Грил е родена през 1975 г. в Бад Ишъл, Горна Австрия. Следва биология, италианистика, испанистика и лингвистика в Залцбург, Солун и Тирана.
Няколко години живее в Каляри, на остров Сардиния. През 2003 г. защитава в Амстердамския университет дисертация на тема „Еволюцията на ендемичните пеперуди в Сардиния“ и става доктор по философия.
Наред с научната си дейност пише литературни произведения и превежда от албански и нидерландски.
През 2007 г. участва в литературния конкурс „Ингеборг Бахман“ в Клагенфурт. Става стипендиант на Литературен колоквиум Берлин и на Дворец Виперсдорф.
През ноември 2010 г. получава поощрителната премия към „Бременската литературна награда“.
След престои в Амстердам, Нюшател и Болоня днес Андреа Грил живее във Виена.

## Награди и отличия (подбор)
- 2010: Otto-Stoessl-Preis[1]
- 2011: „Бременска литературна награда“ (поощрение)
- 2013: Förderpreis für Literatur der Stadt Wien